# Szymon Yempo
Szymon Yempo SJ (jap. シモン 円甫 Shimon Enpō; ur. 1580 w Nocu, zm. 4 grudnia 1623 w Shimabara) − japoński nowicjusz z zakonu jezuitów, ofiara trwających kilka dziesięcioleci krwawych antykatolickich prześladowań w Japonii, błogosławiony Kościoła katolickiego, męczennik, zamordowany z nienawiści do wiary (łac) odium fidei.

## Życiorys
Pochodził z Nozu na Kiusiu. Przebywał w klasztorze buddyjskim, a dwa lata po nawróceniu na katolicyzm w 1598 roku rozpoczął naukę w jezuickiej szkole dla katechistów i wstąpił do seminarium Towarzystwa Jezusowego.
Za sprawą dekretu wydanego przez sioguna Hidetadę Tokugawa, na mocy którego pod groźbą utraty życia wszyscy misjonarze mieli opuścić kraj, a praktykowanie i nauka religii zostały zakazane, musiał wyjechać. Przez rok przebywał w Manili, a od powrotu w 1615 roku skierowano go do pomocy ojcu Hieronimowi de Angelis. Dzięki wiedzy o buddyzmie skutecznie trafiał do słuchaczy. Jako katechista realizował powołanie, mając udział w ewangelizacji mieszkańców Hokkaido. Aresztowany został, gdy towarzysząc Hieronimowi Angelis, przybył do Edo.
Eskalacja prześladowań rozpętanych przez Iemitsu Tokugawę doprowadziła do egzekucji przeprowadzonej 4 grudnia 1623 roku na drodze z Edo do Meaco, w wyniku której spalono żywcem misjonarzy: jezuitę Hieronima de Angelis, franciszkanina Franciszka Gálveza i Szymona Yempo.
Szymon Yempo był jednym z 205 męczenników japońskich beatyfikowanych 7 lipca 1867 roku w Rzymie przez papieża Piusa IX.
Atrybutem męczennika jest palma. Dies natalis (4 grudnia) jest dniem, kiedy wspominany jest w Kościele katolickim.